# Cerovica (Sokobanja)
Pour les articles homonymes, voir Cerovica.
Cerovica (en serbe cyrillique : Церовица) est un village de Serbie situé dans la municipalité de Sokobanja, district de Zaječar. Au recensement de 2011, il comptait 33 habitants.

## Démographie
| 1948 | 1953 | 1961 | 1971 | 1981 | 1991 | 2002 | 2011 |
| ---- | ---- | ---- | ---- | ---- | ---- | ---- | ---- |
| 208  | 221  | 207  | 183  | 146  | 79   | 54   | 33   |

|  |